# Čremušnica
Čremušnica est une localité de Croatie située dans la municipalité de Gvozd, comitat de Sisak-Moslavina. Au recensement de 2011, elle comptait 103 habitants.